# Eyprepocnemis plorans
Eyprepocnemis plorans is een rechtvleugelig insect uit de familie veldsprinkhanen (Acrididae). De wetenschappelijke naam van deze soort is voor het eerst geldig gepubliceerd in 1825 door Charpentier.